# Craspedodon lonzeensis
Craspedodon lonzeensis es la única especie conocida del género dudoso extinto  Craspedodon  (gr. “diente con borde”) de dinosaurio neornistisquio posiblemente un ceratopsiano, que vivió a finales del período Cretácico hace aproximadamente 85 millones de años, en el Santoniense, en lo que es hoy es Europa. Conocido por solo tres dientes encontrados en Bélgica, similar a los de Iguanodon. Craspedodon lonzeensis, fue descrito por  Louis Dollo en 1883, que llamó de esta manera a la especie tipo, sobre la base de tres dientes con una dentado único en el borde externo. El nombre del género significa "diente de sierra". El nombre de la especie se refiere al pueblo de Lonzée en la provincia de Namur. Es considerado  nomen dubium debido a lo fragmentario de los restos. Por largo tiempo fue incluido dentro de Iguanodontia, pero recientes estudios revelan que podría estar relacionado con el grupo Neoceratopsia, más cercano a Ceratopsoidea que a Protoceratopsidae. Si esta identificación es correcta, Craspedodon puede ser el primer neoceratopsiano de Europa.
El holotipo, IRSNB R59, es el diente más pequeño. Dollo pensó que la especie pertenecía a Ornithopoda. Sin embargo, un estudio de 2007 concluyó con mucha cautela que, dada la forma del plano de corte, la longitud de las crestas dentales y la base del diente engrosada podría ser un miembro de Neoceratopsia y más específicamente una especie basal en el Ceratopsoidea. Se cree que llegó a Europa a través de puentes de tierra que unieron este continente durante el periodo Aptiano con Asia; un origen de América del Norte fue rechazado.